# Gumbert
Gumbert – męskie imię germańskie Guntbert w zromanizowanej postaci, złożone z członów Gund- ("bitwa, bój") i -bert ("sławny, wspaniały, jasny").  W Polsce poświadczone po raz pierwszy w 1391 roku, poza tym notowane również w formach Gunbert, Gunbart, Gumbirt i Gumpart. Istnieje co najmniej trzech świętych o tym imieniu, w tym św. Gumbert z Senones.
Gumbert imieniny obchodzi 21 lutego.
Znane osoby noszące nazwisko Gumbert:
- Nicolas Gombert,  flamandzki kompozytor muzyki poważnej